# 干物箱
干物箱（ひものばこ）は古典落語の演目の一つ。原話は、延享4年(1747年)に出版された笑話本・「軽口花咲顔」の一遍である『物まねと入れ替わり』。別題は「吹替息子」。　

## 主な演者

### 物故者
- 八代目桂文楽
- 三代目古今亭志ん朝
- 十代目金原亭馬生
- 四代目桂三木助
- 三遊亭左圓馬

### 現役
- 三代目古今亭圓菊
- 三遊亭遊雀

## あらすじ
伊勢屋の若旦那、幸太郎は吉原遊びばかりしている道楽息子。父親に遊びを禁じられるが、一計を案じて声色の得意な善公の長屋を訪ねると、自分が吉原に行っている間自分の代わりに家の二階にいてくれ、父親が下から声をかけてきたら声色で相手をしてくれと頼む。
幸太郎は善公と一緒に伊勢屋へ戻り、善公を二階に上げると遊びに出かける。
やがて父親が「今朝、分家から干物が届いただろ。あれを何処にしまった？」と下から声をかけるが、善公にはわかるはずもなく、干物箱に入れたといい加減に答える。

(通常版)
親父は首をかしげながらも、ネズミがいてうるさくて気になるから干物を持って来いという。困った善公は急にお腹が痛くなったから寝ると言ってその場をやり過ごそうとするが、父親は薬を持ってきて二階に上がってくる。布団を剥ぐとそこに善公がいるので、さては幸太郎の策略だったなと気づいて善公を怒鳴りつける。

(初代三遊亭圓遊版)
父親は呆れて黙り込んでしまう。一安心した善公が若旦那の部屋でくつろいでいるうちに、花魁から幸太郎にあてて書いた手紙を見つけて読み始める。ところがそこに書いてあったのは善公の悪口。腹を立てた善公はつい大声を出してしまい、それを聞いた父親が不審に思って二階に上がってきて幸太郎の策略がばれてしまう。
(ここからは通常版も圓遊版も同じ)
善公が説教されているところに若旦那がこそこそ戻ってくると、紙入れを忘れたので放ってくれと表から小声で声をかける。父親が部屋から「幸太郎、何処をノコノコほっつき歩いてるんだ!」と怒鳴りつけるが、計略がばれたとは知らない幸太郎はこの声も善公の声色だと思い込み、「へーぇ、善公は器用だ。親父そっくり」。

## 概略
『代役を立て、監視者の目を逃れる』というアイディアは古くからあったようで、狂言の『花子』やそれを歌舞伎化した『身替座禅』などにも登場している。
自分の悪口が羅列された手紙を発見し、大声を出した事でばれてしまうカタストロフィーは初代三遊亭圓遊の工夫。